# Blindman River
Der Blindman River ist ein ca. 120 km langer linker Nebenfluss des Red Deer River in Zentral-Alberta in Kanada.

## Flusslauf
Das Quellgebiet des Blindman River befindet sich 13 km südwestlich von Winfield in Zentral-Alberta. Der Blindman River fließt anfangs 15 km nach Osten. Nahe Hoadley wendet er sich nach Südsüdosten. Der Alberta Highway 20 folgt dem Flusslauf etwa 55 km. Der Fluss passiert die Orte Bluffton, Rimbey, Forshee und Bentley. Auf den letzten 25 km fließt der Blindman River nach Osten. 9 km oberhalb der Mündung überquert der Alberta Highway 2 den Fluss. Der Blindman River mündet schließlich bei Blackfalds, 10 km nördlich der Stadt Red Deer, in den Red Deer River. Der Blindman River weist entlang seinem gesamten Flusslauf ein stark mäandrierendes Verhalten mit unzähligen engen Flussschlingen auf.

## Hydrologie
Der Blindman River entwässert ein Areal von 1800 km². Das effektive Einzugsgebiet umfasst 1460 km². Der mittlere Abfluss in Mündungsnähe beträgt 2,7 m³/s. Der April ist mit im Mittel 11,6 m³/s der abflussstärkste Monat.